# Vespa Vasic
Vespa Vasic (* 1992 in Starnberg) ist eine deutsche Schauspielerin und Synchronsprecherin. Im ARD-Fernsehfilm Ein Vater für Klette (2003) spielte sie neben Heio von Stetten und Muriel Baumeister die Hauptrolle. In der ARD-Serie In aller Freundschaft spielte sie in Folge 911 (2020) die Episodenhauptrolle. Vasic leidet seit ihrem zehnten Lebensjahr an Morbus Stargardt und verfügt nur über 10 % der normalen Sehkraft.
Vasic absolvierte ein Bachelorstudium in Rehabilitationspädagogik an der Humboldt-Universität zu Berlin und macht zurzeit ein Masterstudium in Theaterpädagogik an der Universität der Künste Berlin.

## Filmografie (Auswahl)
- 2000: Flucht nach vorn (Fernsehfilm)
- 2001: Das Traumschiff – Mexiko (Fernsehfilm)
- 2002: Achterbahn – Bloß kein Baby (Fernsehfilm)
- 2002: Im Visier der Zielfahnder – Die Frau ohne Namen (Fernsehfilm)
- 2002: Tatort – Reise ins Nichts (Fernsehreihe)
- 2002: Planet B: The Antman
- 2003: Ein Vater für Klette (Fernsehfilm)
- 2004: Muxmäuschenstill
- 2004: Marga Engel gibt nicht auf (Fernsehfilm)
- 2005: Schneeland
- 2006: Unser Kindermädchen ist ein Millionär (Fernsehfilm)
- 2008: Löwenzahn (Fernsehserie, Episode: Schokolade – Das süße Geheimnis)
- 2020: Dann kam der Sturm (Kurzfilm, Regie: Nikolas Jürgens)
- 2020: In aller Freundschaft (Fernsehserie, Folge: Ausgebremst)
- 2021: Gute Zeiten, schlechte Zeiten (Fernsehserie)[3]
- 2023: Irgendwas mit Medien (Fernsehserie)